# Tom Clancy
Thomas Leo (Tom) Clancy jr. (Baltimore, 12 april 1947 – aldaar, 1 oktober 2013) was een Amerikaans auteur van politieke thrillers, gebaseerd op concepten ontleend aan inlichtingendiensten en de militaire wetenschap; zijn naam is tevens een generieke aanduiding voor soortgelijke boeken die door andere auteurs worden geschreven.
Zijn vroege boeken ontlenen hun thematiek uit de Koude Oorlog. Clancy bereikt in zijn boeken door nauwgezet onderzoek een grote mate van realisme. Hij besteedde aandacht aan (fictieve) ecopolitieke motieven en achtergronden, in het bijzonder ook aan de technologie die bij missies wordt ingezet. Meerdere boeken zijn verfilmd. Ook werkte hij mee aan een aantal computerspellen waarvan de Rainbow Six-serie, de Splinter Cell-serie en de Ghost Recon-serie het bekendst zijn.

## Biografie
Clancy droomde als kind al van een militaire loopbaan, maar een oogprobleem (hij droeg een zeer sterke bril) deed die droom in duigen vallen. In het midden van de jaren tachtig was hij een onbekende verkoper van verzekeringen, met een passie voor de geschiedenis van de scheepvaart. Hij had Engels gestudeerd aan de Loyola Universiteit in Baltimore en droomde ervan een roman te schrijven. Zijn eerste poging, The Hunt for Red October, kreeg goede kritieken en verkocht vrij goed. Het was echter president Reagan die Clancy wereldberoemd maakte: Reagan prees in een interview Red October aan als 'perfect'. De daaropvolgende succesvolle technothrillers maakten van Clancy een van de rijkste Amerikaanse schrijvers. Tom Clancy hield zijn privéleven goed afgeschermd van de buitenwereld.
Hij overleed op 1 oktober 2013 in een ziekenhuis in Baltimore aan hartfalen.

## Filmografie
Betekenis: T = televisie; E = Engels; R = Russisch
- 1990: The Hunt for Red October; 134 min.; E, R; regie: John McTiernan; cast: Sean Connery, Alec Baldwin
- 1992: Patriot Games; 117 min.; E; regie: Phillip Noyce; cast: Harrison Ford, Anne Archer
- 1994: Clear and Present Danger; 141 min.: E; regie: Phillip Noyce; cast: Harrison Ford, Willem Dafoe
- 1995: OP Center; T; 170 min.; E; regie: Lewis Teague; cast: Harry Hamlin, Patrick Bauchau
- 1999: Net Force; T; 200 min.; E; regie: Robert Lieberman; cast: Scott Bakula, Joanna Going
- 2002: The Sum of All Fears; 128 min.; E; R; regie: Phil Alden Robinson; cast: Ben Affleck, Morgan Freeman
- 2014: Jack Ryan: Shadow Recruit; 105 min.; E; regie: Kenneth Branagh; cast: Chris Pine, Keira Knightley, Kevin Costner
- 2021: Without Remorse, 109 min; E; regie Stefano Sollima; cast: Michael B. Jordan, Jody Turner-Smith, Jamie Bell

Ghost Recon
- 2013: Ghost Recon Alpha; 24 min.; E;
- 2017: Ghost Recon Wildlands: War within the Cartel; 30 min; E;[2]

## TV-Serie

### Tom Clancy's Jack Ryan Series (seizoen 1 - 2018)
- Aflevering 1. Pilot
- Aflevering 2. French Connection
- Aflevering 3. Black 22
- Aflevering 4. The Wolf
- Aflevering 5. End of Honor
- Aflevering 6. Sources and Methods
- Aflevering 7. The boy
- Aflevering 8. Inshallah

### Tom Clancy's Jack Ryan Series (seizoen 2 - 2020)
- Aflevering 1. Cargo
- Aflevering 2. Tertia Optio
- Aflevering 3. Orinoco
- Aflevering 4. Dressed to kill
- Aflevering 5. Blue gold
- Aflevering 6. persona non grata
- Aflevering 7. dios y federación
- Aflevering 8. Strongman

### Tom Clancy's Jack Ryan Series (seizoen 3 - 2022)[3]
- Aflevering 1. Falcon[4]
- Aflevering 2. Old Haunts[5]
- Aflevering 3. Running with Wolves[6]
- Aflevering 4. Our Death's Keeper[7]
- Aflevering 5. Druzýa I Vragi[8]
- Aflevering 6. Ghosts[9]
- Aflevering 7. Moscow Rules[10]
- Aflevering 8. Star on the wall[11]

### Tom Clancy's Jack Ryan Series (seizoen 4 - )
- Aflevering 1. Triage[12]
- Aflevering 2. Convergence[13]
- Aflevering 3. Sacrifices[14]
- Aflevering 4. Bethesda[15]
- Aflevering 5. Wukong[16]
- Aflevering 6. Proof of concept[17]

De serie is te bekijken via Amazon Prime Video

## Computerspellen
In 1996 stichtte Tom Clancy mee het bedrijf Red Storm Entertainment, dit is een bedrijf dat computerspellen ontwikkelt. Red Storm Entertainment werd later opgekocht door Ubisoft, maar ze bleven de naam Red Storm Entertainment en Tom Clancy op de dozen zetten.
Tom Clancy heeft een heel aantal computerspellen ontwikkeld:
- Red Storm Rising: een duikbootsimulator gebaseerd op het gelijknamige boek Red Storm Rising.
- SSN: het gelijknamige boek is op dit computerspel gebaseerd.
- Shadow Watch: een spel gebaseerd op het boek Power Plays.
- Rainbow Six-serie: first-person shooter waarbij vooral goede samenwerking belangrijk is. Ze zijn gebaseerd op het gelijknamige boek Rainbow Six en vinden, zoals in het boek, meestal plaats in stedelijke omgevingen.
  - Tom Clancy's Rainbow Six (1998)
  - Tom Clancy's Rainbow Six: Eagle Watch (1999)
  - Tom Clancy's Rainbow Six: Rogue Spear (1999)
  - Tom Clancy's Rainbow Six: Rogue Spear: Urban Operations (2000)
  - Tom Clancy's Rainbow Six: Covert Operations Essentials (2000)
  - Tom Clancy's Rainbow Six: Rogue Spear: Black Thorn (2001)
  - Tom Clancy's Rainbow Six: Take-Down – Missions in Korea (2001)
  - Tom Clancy's Rainbow Six: Lone Wolf (2002)
  - Tom Clancy's Rainbow Six 3 (2003)
  - Tom Clancy's Rainbow Six 3: Raven Shield (2003)
  - Tom Clancy's Rainbow Six: Broken Wing (2003)
  - Tom Clancy's Rainbow Six: Urban Crisis (2003)
  - Tom Clancy's Rainbow Six 3: Black Arrow (2004)
  - Tom Clancy's Rainbow Six 3: Athena Sword (2004)
  - Tom Clancy's Rainbow Six 3: Iron Wrath (2005)
  - Tom Clancy's Rainbow Six: Lockdown (2005)
  - Tom Clancy's Rainbow Six: Critical Hour (2006)
  - Tom Clancy's Rainbow Six: Vegas (2006)
  - Tom Clancy's Rainbow Six: Vegas 2 (2008)
  - Tom Clancy's Rainbow Six: Shadow Vanguard (2011)
  - Tom Clancy's Rainbow Six: Siege (2015)
  - Tom Clancy's Rainbow Six: Extraction (2022)
- Ghost Recon-serie: first-person shooter/third-person shooter waarbij, net zoals in Rainbow Six is het team zeer belangrijk. In tegenstelling tot Rainbow Six vinden de gevechten zich echter meestal af op grotere open plaatsen.
  - Tom Clancy's Ghost Recon (2001)
  - Tom Clancy's Ghost Recon: Desert Siege (2003)
  - Tom Clancy's Ghost Recon: Island Thunder (2003)
  - Tom Clancy's Ghost Recon: Jungle Storm (2004)
  - Tom Clancy's Ghost Recon 2 (2004)
  - Tom Clancy's Ghost Recon 2: Summit Strike (2005)
  - Tom Clancy's Ghost Recon: Advanced Warfighter (2006)
  - Tom Clancy's Ghost Recon: Advanced Warfighter 2 (2007)
  - Tom Clancy's Ghost Recon: Online (2011)
  - Tom Clancy's Ghost Recon: Future Soldier (2012)
  - Tom Clancy's Ghost Recon: Phantoms (2014)
  - Tom Clancy's Ghost Recon: Wildlands (2017)
  - Tom Clancy's Ghost Recon: Breakpoint (2019)
  - Tom Clancy's Ghost Recon: Frontline (Cancelled)[18]
  - Tom Clancy's Splinter Cell (2002)
  - Tom Clancy's Splinter Cell: Pandora Tomorrow (2004)
  - Tom Clancy's Splinter Cell: Chaos Theory (2005)
  - Tom Clancy's Splinter Cell: Essentials (2006)
  - Tom Clancy's Splinter Cell: Double Agent (2006)
  - Tom Clancy's Splinter Cell: Conviction (2010)
  - Tom Clancy's Splinter Cell: Blacklist (2013)
- Tom Clancy's EndWar (2008)
- H.A.W.X.-serie: arcade-vliegsimulator.
  - Tom Clancy's H.A.W.X. (2009)
  - Tom Clancy's H.A.W.X. 2 (2010)
- The Division-serie: massively multiplayer online third-person shooter
  - Tom Clancy's The Division (2016)
  - Tom Clancy's The Division 2 (2019)
- Tom Clancy's ShadowBreak (2017)